# Calodexia aldrichi
Calodexia aldrichi är en tvåvingeart som beskrevs av Charles Howard Curran 1934. Calodexia aldrichi ingår i släktet Calodexia och familjen parasitflugor. Inga underarter finns listade.